# Cadereyta (Querétaro)
Cadereyta é uma cidade pertecente ao município de mesmo nome do estado de Querétaro no México, é o mais extenso dos 18 municípios que ocupa quase 10% de sua área.